# Prenolepis nepalensis
Prenolepis nepalensis (лат.) — вид муравьёв рода Prenolepis из подсемейства Formicinae (Formicidae), включающий мелких по размеру и как правило земляных насекомых.

## Распространение
Южная Азия: Непал. Обнаружен на высоте 900 м в 4 км юго-западнее от Pokhara (28°12'N, 83°58'E), в лесу из Кастанопсиса (Castanopsis, деревья из семейства Буковые (Fagaceae)).

## Описание
Рабочие имеют длину около 3 мм, основная окраска коричневая. От близких видов отличается более тёмным цветом и отсутствием отстоящих волосков на дорзуме головы, скапусе усика и ногах, у рабочих развиты три оцеллия (у Prenolepis dugasi цвет светло-коричневый, отстоящие волоски развиты). Заднегрудка округлая без проподеальных шипиков. Усики длинные, у самок и рабочих 12-члениковые (у самцов усики состоят из 13 сегментов). Жвалы рабочих с 6-7 зубцами. Нижнечелюстные щупики 6-члениковые, нижнегубные щупики состоят из 4 сегментов. Голени средних и задних ног с апикальными шпорами. Стебелёк между грудкой и брюшком состоит из одного сегмента (петиоль).

## Классификация
Вид был впервые описан в 2018 году американскими мирмекологами Jason L. Williams (Entomology & Nematology Department, University of Florida, Gainesville, Флорида, США) и John S. LaPolla (Department of Biological Sciences, Towson University, Таусон, Мэриленд, США) по материалам из Непала.